# Eva Perón
María Eva Duarte de Perón (splošno znana kot Eva ali po ljubkovalni pomanjševalnici Evita), argentinska prva dama, 7. maj 1919, Los Toldos, provinca Buenos Aires, Argentina, 26. julij 1952, Buenos Aires.
Rojena je bila v Los Toldosu kot ena od petih nezakonskih, vendar priznanih otrok. Mati je bila neporočena kuharica Juana Ibarguren (1894–1971), oče pa njen ljubimec, poročeni lastnik kmetije Juan Duarte (1872-1926). Vzgojena je bila v bližnjem Junínu. Pri petnajstih letih je s potujočim glasbenikom odšla v Buenos Aires, kjer je postala radijska in filmska igralka. Igrala je v drugorazrednih filmskih melodramah in v sentimentalnih nadaljevankah radia El Mundo. Sčasoma se je povzpela do položaja solastnice radijske postaje in slovesa nadarjene radijske igralke. Redno se je pojavljala v zgodovinski drami Velike ženske zgodovine in odigrala vloge Elizabete I. Angleške, Sarah Bernhardt in zadnje ruske carice Aleksandre Fjodorovne. Njen najljubši film je bil Marija Antoinetta iz leta 1938 z Normo Shearer.
Polkovnika Juana Peróna je srečala na dobrodelni prireditvi zbiranja pomoči za žrtve potresa v San Juanu. Poročila sta se 21. oktobra 1945. Zaradi svojih korenin in naklonjenosti do revnih je imela za primerno, da postane sovoditeljica brezsrajčnikov (descamisados), organizacije za politično podporo njenega moža. 
V predvolilnem boju predsedniških volitev leta 1946 je močno spodbujala svojega moža. V svoji vsakotedenski radijski oddaji je z vnetimi populističnimi govori spodbujala revne k vstaji. Kljub temu, da je s svojimi radijskimi in manekenskimi uspehi obogatela, je poudarjala svoje skromno poreklo, da bi s tem pokazala solidarnost do revnih.
Ko je bil Perón izvoljen, je Eva takoj zavzela vidno vlogo v vladi. Ustanovila je Fundacijo Eve Perón, ki naj bi pomagala revnim. Ta je postala izjemno priljubljena in je vidno prispevala k boljšemu življenju Argentincev. Bolnišnice in sirotišnice, ki jih je fundacija ustanovila, so se obdržale še dolgo časa po Evini prezgodnji smrti. Fundacija je obenem povečala njeno politično moč v Argentini, kmalu pa je Eva ustanovila tudi žensko krilo Justicialistične stranke. Do leta 1949 je Eva postala najvplivnejša argentinska osebnost.
Okrog nje se je oblikoval močan kult osebnosti. Njene slike in ime so se kmalu pojavili povsod. Kljub svoji oblasti in politični moči je vselej pazila, da ni spodkopavala pomembne simbolične vloge svojega moža. Čeprav je v veliki meri obvladovala predsednikov urnik, je vedno skrbela za opravičevanje svojih dejanj z izjavami, da sta jih navdihnili ali spodbudili modrost in zanesenost Peróna. Zasebno je bil njun zakon napet. Otrok nista imela. 
Privrženci iz delavskega razreda so Evo vneto častili, številni pripadniki srednjega razreda ter bogata anglofilska elita pa so jo hudo sovražili. Prezirali so njeno skromno poreklo, mnogi pa so obenem menili, da je za žensko daleč preveč politično dejavna. Te nasprotnike je Eva sama označevala kot »oligarhe«. Slovela je tudi po svoji veliki maščevalnosti. S svojo močjo je ljudi, ki so se je v letih pred vzponom izogibali, uvrščala na »črni seznam«, na katerem so pristali tudi mnogi priznani umetniki, kot sta Libertad Lamarque in Nini Marshall.
Leta 1946 je Eva odpotovala na medijsko močno podprto »mavrično potovanje« po Evropi, kjer se je srečala s številnimi vodji držav, vključno s španskim diktatorjem generalom Franciscom Francom. S potovanjem je skušala izboljšati mnenje o Perónovem režimu, ki je pri marsikom veljal za fašističnega. V Španiji, kjer je obiskala grobnici prvih španskih absolutističnih vladarjev, Ferdinanda Aragonskega in Izabele Kastiljske, je bila dobro sprejeta. Vsakemu revnemu otroku, ki ga je srečala, je podarila bankovec za 100 pezet. Odpotovala je tudi v Pariz in Rim, kjer se je srečala s papežem Pijem XII..
Eva je skušala svojo oblast leta 1951 utrditi s težnjami po podpredsedniškem mestu. Ta poteza je ujezila številne vojaške voditelje, ki so njo in njeno rastočo moč v vladi prezirali. Pod hudim pritiskom je Juan Perón njeno imenovanje na mesto umaknil.
Kot ljubiteljica avtomobilskih dirk je novembra 1951 od švicarskega dirkača Cira Basadonne, ki je poslovno redno prihajal v Argentino, kupila redek avtomobil Maserati A6 G-1500. 
Enako kot Perónova prva žena je Eva Perón umrla za rakom materničnega vratu (nekateri viri trdijo, da za levkemijo) pri 33 letih. Njeno truplo je bilo balzamirano in postavljeno na ogled, dokler ni z vojaškim pučem Juan Perón leta 1955 izgubil oblasti. Potem so truplo odpeljali v Milano v Italiji in ga pokopali. Juan Perón se je čez šestnajst let (1971) vrnil iz pregnanstva in znova postal predsednik. Leta 1974 je umrl, Evino truplo pa so vrnili v Argentino in ga za kratek čas postavili na ogled poleg njegovega. Ponovno so jo pokopali v grobnico družine Duarte na buenosaireškemu pokopališču La Recoleta.
Njeno življenje je prikazano v priljubljenemu muzikalu Evita, ki ga je soproduciral Andrew Lloyd Webber. V izvirni predstavi na londonskemu West Endu je naslovno vlogo odigrala Elaine Paige, na Broadwayju pa Patti LuPone. V filmu je vlogo Eve odigrala Madonna in si s tem prislužila zlati globus za najboljšo igralko v muzikalu ali komediji. Na televiziji jo je upodobila igralka Faye Dunaway.